# Laparotomija
Laparotomija (lat. laparotomia, coeliotomia) je hirurška procedura koja se odnosi na otvaranje trbušne duplje.

## Terminologija
Dijagnostička laparotomija se naziva i eksplorativna laparotomija i radi se u slučaju kada je priroda bolesti nepoznata.
Terapeutska laparotomija se radi kada je poznat uzrok (čir, žučni kamenci, rak debelog crijeva) i laparotomija je potrebna da bi se bolest izlječila.
Uobičajeno je samo eksplorativnu laparotomiju smatrati samostalnom procedurom jer se kod drugih operacija smatra početnom fazom operacije.

## Vrste incizija

### Medijalna laparotomija
Medijalna laparatomija (lat.laparotomia mediana) je vertikalna incizija koja ide kroz središnju liniju na mijestu gdje se spajaju niti musculus rectus abdominis na dijelu koji se zove bijela linija (lat.linea alba).
Gornja medijalna laparotomija se proteže od ksifoidnog nastavka do pupka. Donja medijalna laparotomija se proteže od pupka do mons pubis. Središnja incizija je preferirana kod eksplorativne laparotomije.

### Drugi tipovi laparotomija
- (desna subkostalna) incizija (po Emilu Teodoru Košeu); koristi se za pristup jetri i bilijarnom traktu[1]
- Dejvisova ili Roki-Dejvisova incizija u donjem desnom kvadrantu se koristi za apendektomiju.
- Fanenštilova incizija, poprečna incizija ispod pupka odmah iznad pubične simfize.[2] Kod ove operacije se koža, potkožno tkivo i fascija sijeku poprječno, a linea alba uzdužno. Koristi se za carski rez i ginekološke operacije.
- Lumbotomija se koristi straga u slabinskoj (lumbalnoj) regiji kada je potreban pristup bubrezima i gornjim mokraćnim kanalima.[3]

## Spoljašnje veze
|  | Molimo Vas, obratite pažnju na važno upozorenje u vezi sa temama iz oblasti medicine (zdravlja). |